# Jim Fields (réalisateur)
Pour les articles homonymes, voir James Fields et Fields.
James Wallace Fields, mieux connu sous le nom de Jim Fields (né en septembre 1958) est un réalisateur, producteur de cinéma, dramaturge et acteur américain. Il a notamment travaillé sur les films 416, Saving The Indian Hills, Preserve Me A Seat, Plain Living et Bugeaters ainsi que sur les pièces Little Red et Scarlett Fever. Sa compagnie de production est Apartment 101 Films.

## Biographie
James Wallace Fields naît à Omaha (Nebraska) en septembre 1958. 
Après des études à l'université du Nebraska, Fields écrit la pièce Little Red, qu'il produira et réalisera lui-même par la suite à Omaha. 

## Prix et distinctions
416 remporte le prix de meilleure production au Central Nebraska Film Festival.